# Bajo la arena
Bajo la arena (título original Sous le sable) es el quinto largometraje del director francés François Ozon (si se cuentan entre ellos Mirando el mar, que si bien no alcanza la hora de duración no puede considerarse un cortometraje) estrenado en el año 2001 y protagonizado por Charlotte Rampling, escrito por el propio director en colaboración con Emmanuèle Bernheim, Marina De Van y Marcia Romano y que le valiera una nominación en los premios César 2002 como mejor Director y mejor Película.

## Sinopsis
Marie (Charlotte Rampling) y Jean (Bruno Cremer), una pareja con veinticinco años de casados, toman sus vacaciones en la región de Landes, en el oeste francés. Mientras ella reposa en la playa, él se mete al mar. Tiempo después, Marie se percata de que Jean ha desaparecido y sus esfuerzos para encontrarlo son infructuosos. Sin saber siquiera si ha muerto, Marie debe lidiar con la pérdida del ser amado, duelo sobre el que el cineasta posa su mirada a lo largo de este drama psicológico.

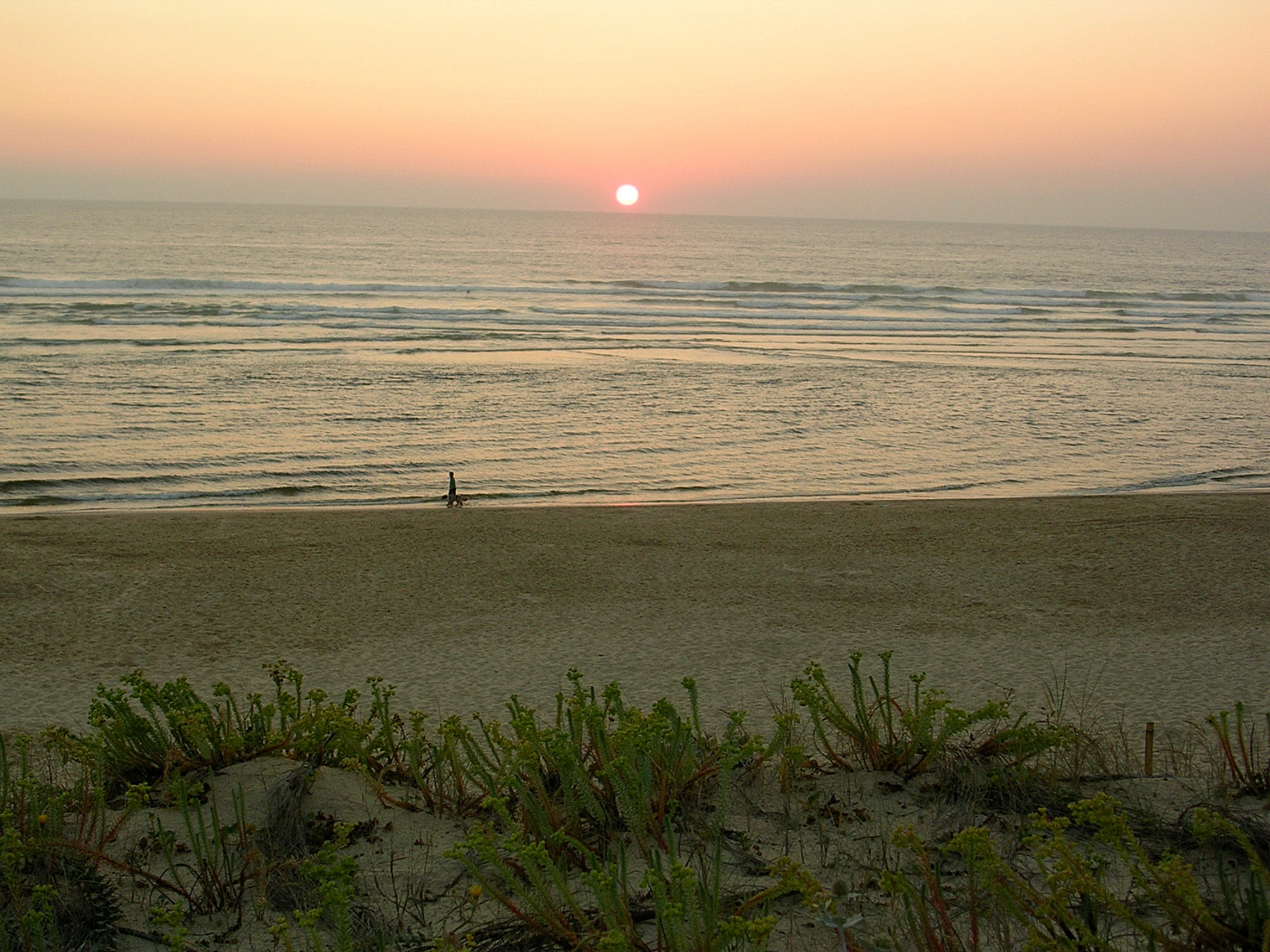
The dramatic scenery at Mimizan

### Origen
El propio François Ozon ha asegurado en entrevista que la génesis de la película se debe a un suceso real atestiguado por él en su infancia. Estando de vacaciones con su familia, el realizador francés conoció a una pareja neerlandesa de 60 años; un día, el marido se metió a nadar sin regresar jamás: el cineasta recuerda aún al helicóptero sobrevolando las aguas en su búsqueda, imagen que habría de utilizar en el filme. La duda sobre el qué habría ocurrido después con la mujer sería la semilla de Bajo la arena.

### El duelo
Ozon reconoce que Bajo la arena constituye la primera contribución a una trilogía sobre el duelo que habrían de completar, luego,Tiempo de vivir (Le temps qui reste) y una tercera entrega todavía por llegar. Que existan tantas formas de convivir con la muerte de alguien parece una obviedad, pero no lo es la forma elegida por el realizador para explorar el tema. Siempre encarando la situación de la ¿viuda? de manera oblicua, el director avanza por un camino lleno de ambigüedades que corresponde al espectador disfrutar (o padecer). Alucinaciones, regalos para un ser ausente, infidelidad respecto a una pareja desaparecida... Marie se encuentra en un estado de negación en donde la incertidumbre se impone a la realidad. Hábilmente, el director consigue que la duda se apodere también del cinéfilo, quien comparte así una pequeña porción de la desazón de la protagonista. La particular psicología de la pérdida se presenta así, lenta, dolorosamente en la pantalla como un amasijo de nostalgia, angustia e impotencia pero también como liberación, erotismo y lóbrego humor.

### El trabajo de Charlotte Rampling
Con una postura siempre contenida como conviene a su personaje (una cincuentona maestra de literatura inglesa), el trabajo actoral de Charlotte Rampling consigue, a base de gestos y movimientos apenas perceptibles, transmitir al espectador la denegación que por un lado acompaña el duelo de la protagonista pero por el otro la lucha interna que se adivina no deja de estar presente en ella. «Aunque el ritmo lento del film y su falta de incidentes dramáticos pueda inducir un adormecimiento en los espectadores, Rampling hace que valga la pena permanecer despierto», apunta en su elogiosa nota de la actriz Gary Morris de Bright Light Film Journal. Por su parte, A. O. Scott del New York Times escribe: «Su actuación es como un estudio para piano perfectamente ejecutado, encontrando sombras precisas e imposiblemente sutiles de placer, confusión y aflicción. La señora Rampling, ahora a mitad de la cincuentena, nunca ha sido más hermosa, o utilizado tan bien su belleza. Por momentos su rostro brilla pícaro e impulsivo como el de una niña y en otros se colapsa bajo el peso de la pena y el tiempo».

### La sombra de Virginia Woolf
En la única clase impartida por Marie que podemos presenciar, esta se estremece y conturba ante unas líneas de la novela The Waves de la escritora inglesa. En otro momento recitará a su pretendiente la nota suicida de Woolf, sugiriéndose así una conexión entre la experiencia de la novelista y la de Jean (¿se habrá quitado la vida?) pero también con la desolación que ahora llena las horas de Marie.

### Acogida
El cineasta Ingmar Bergman se declaraba profundo admirador de la película, afirmando haberla visto en varias ocasiones.